# Élections en Allemagne
Les élections en Allemagne se déroulent au niveau fédéral pour le Bundestag et le Parlement européen, au niveau des Länder pour les Landtags et au niveau local.

## Élections européennes
- Élections européennes de 1979 en Allemagne de l'Ouest
- Élections européennes de 1984 en Allemagne de l'Ouest
- Élections européennes de 1989 en Allemagne de l'Ouest
- Élections européennes de 1994 en Allemagne
- Élections européennes de 1999 en Allemagne
- Élections européennes de 2004 en Allemagne
- Élections européennes de 2009 en Allemagne
- Élections européennes de 2014 en Allemagne
- Élections européennes de 2019 en Allemagne
- Élections européennes de 2024 en Allemagne

## Élections régionales
| Région                             | Dernière élection | Prochaine élection | Durée de la législature |
| ---------------------------------- | ----------------- | ------------------ | ----------------------- |
| Bade-Würtemberg                    | 2021              | 2026               | 5 ans                   |
| Basse-Saxe                         | 2022              | 2027               | 5 ans                   |
| Bavière                            | 2023              | 2028               | 5 ans                   |
| Berlin                             | 2023              | 2028               | 5 ans                   |
| Brandebourg                        | 2024              | 2029               | 5 ans                   |
| Brême                              | 2023              | 2027               | 4 ans                   |
| Hambourg                           | 2020              | 2025               | 5 ans                   |
| Hesse                              | 2023              | 2028               | 5 ans                   |
| Mecklembourg-Poméranie-Occidentale | 2021              | 2026               | 5 ans                   |
| Rhénanie-du-Nord-Westphalie        | 2022              | 2027               | 5 ans                   |
| Rhénanie-Palatinat                 | 2021              | 2026               | 5 ans                   |
| Sarre                              | 2022              | 2027               | 5 ans                   |
| Saxe                               | 2024              | 2029               | 5 ans                   |
| Saxe-Anhalt                        | 2021              | 2026               | 5 ans                   |
| Schleswig-Holstein                 | 2022              | 2027               | 5 ans                   |
| Thuringe                           | 2024              | 2029               | 5 ans                   |

## Élections communales
| Région                             | Dernière élection | Prochaine élection | Durée de la législature |
| ---------------------------------- | ----------------- | ------------------ | ----------------------- |
| Bade-Würtemberg                    | 2019              | 2024               | 5 ans                   |
| Basse-Saxe                         | 2021              | 2026               | 5 ans                   |
| Bavière                            | 2020              | 2026               | 6 ans                   |
| Brandebourg                        | 2019              | 2024               | 5 ans                   |
| Hesse                              | 2021              | 2026               | 5 ans                   |
| Mecklembourg-Poméranie-Occidentale | 2019              | 2024               | 5 ans                   |
| Rhénanie-du-Nord-Westphalie        | 2020              | 2026               | 5 ans                   |
| Rhénanie-Palatinat                 | 2019              | 2024               | 5 ans                   |
| Sarre                              | 2019              | 2024               | 5 ans                   |
| Saxe                               | 2019              | 2024               | 5 ans                   |
| Saxe-Anhalt                        | 2019              | 2024               | 5 ans                   |
| Schleswig-Holstein                 | 2018              | 2023               | 5 ans                   |
| Thuringe                           | 2019              | 2024               | 5 ans                   |